# Ефименко, Григорий Романович
Григорий Романович Ефименко (20 ноября 1919, с. Сазда — 29 декабря 1984, Щёлково, Московская область, СССР) — майор Советской Армии, участник Великой Отечественной войны, Герой Советского Союза (1945).

## Биография
Родился 20 ноября 1919 года в селе Сазда (ныне — Акбулакский район Оренбургской области).
В 1939 году окончил школу механизации сельского хозяйства, после чего работал комбайнёром в колхозе.
В январе 1942 года Ефименко был призван на службу в Рабоче-крестьянскую Красную Армию. С марта того же года — на фронтах Великой Отечественной войны. В 1943 году окончил курсы младших лейтенантов. К июлю 1944 года младший лейтенант Григорий Ефименко командовал взводом автоматчиков 244-го стрелкового полка 41-й стрелковой дивизии 69-й армии 1-го Белорусского фронта. Отличился во время форсирования Западного Буга.
21 июля 1944 года Ефименко во главе группы из 17 бойцов переправился через Западный Буг и выбил противника из траншей на окраине населённого пункта Дубенка на территории Польши. Немецкие войска предприняли несколько контратак, но все они были отбиты. Группа Ефименко уничтожила более 100 солдат и офицеров противника, удержав плацдарм до подхода основных сил.
Указом Президиума Верховного Совета СССР от 24 марта 1945 года за «образцовое выполнение боевых заданий командования на фронте борьбы с немецкими захватчиками и проявленные при этом мужество и героизм» младший лейтенант Григорий Ефименко был удостоен высокого звания Героя Советского Союза с вручением ордена Ленина и медали «Золотая Звезда» за номером 5776.
После окончания войны Ефименко продолжил службу в Советской Армии. В 1950 году окончил курсы «Выстрел». В марте 1961 года в звании майора Ефименко был уволен в запас.
Проживал и работал в городе Щёлково Московской области. Скончался 29 декабря 1984 года, похоронен на Гребенском кладбище.
Был также награждён орденом Отечественной войны 2-й степени, двумя орденами Красной Звезды, рядом медалей.